# 픽턴 (뉴질랜드)

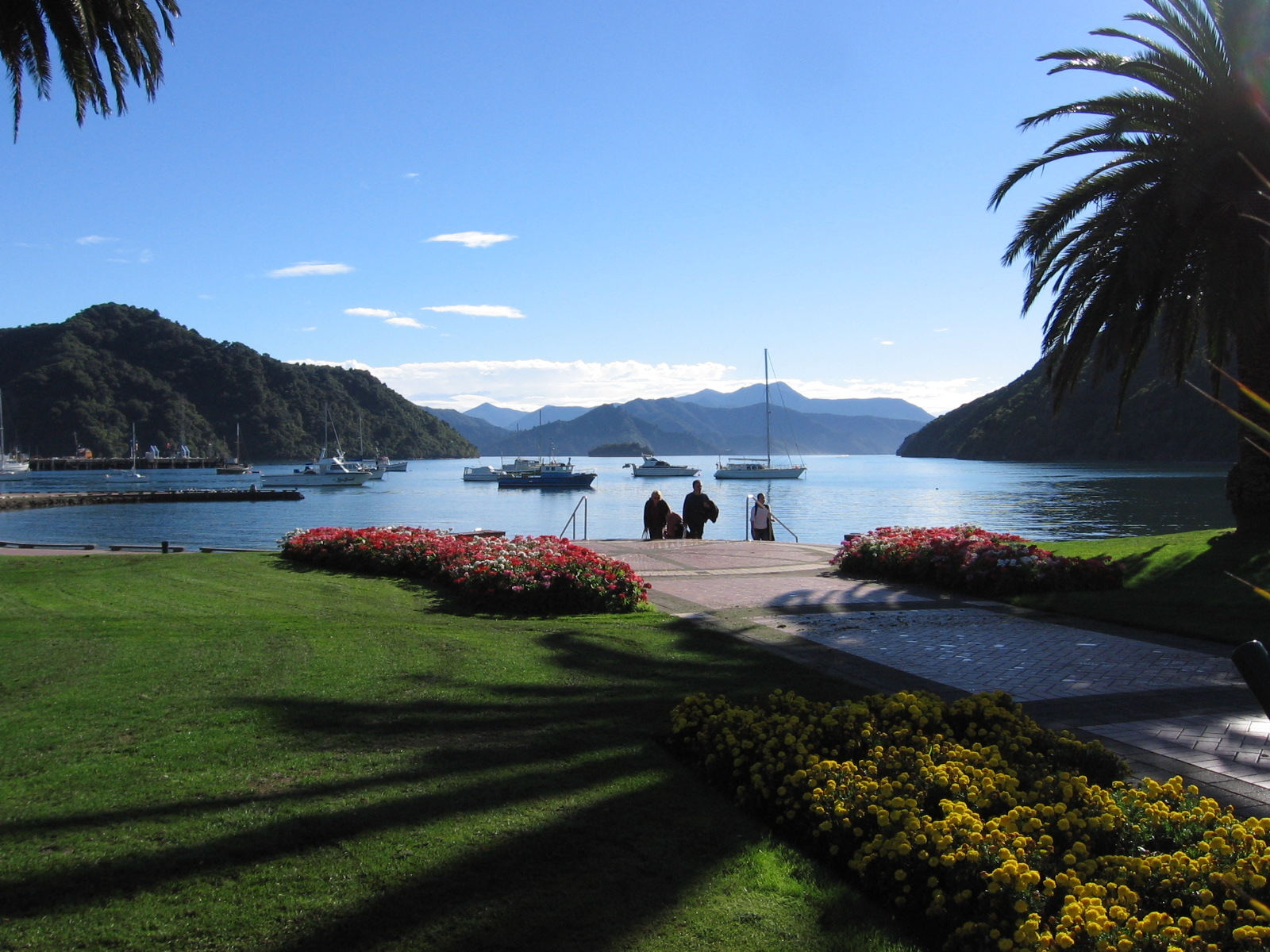
픽턴

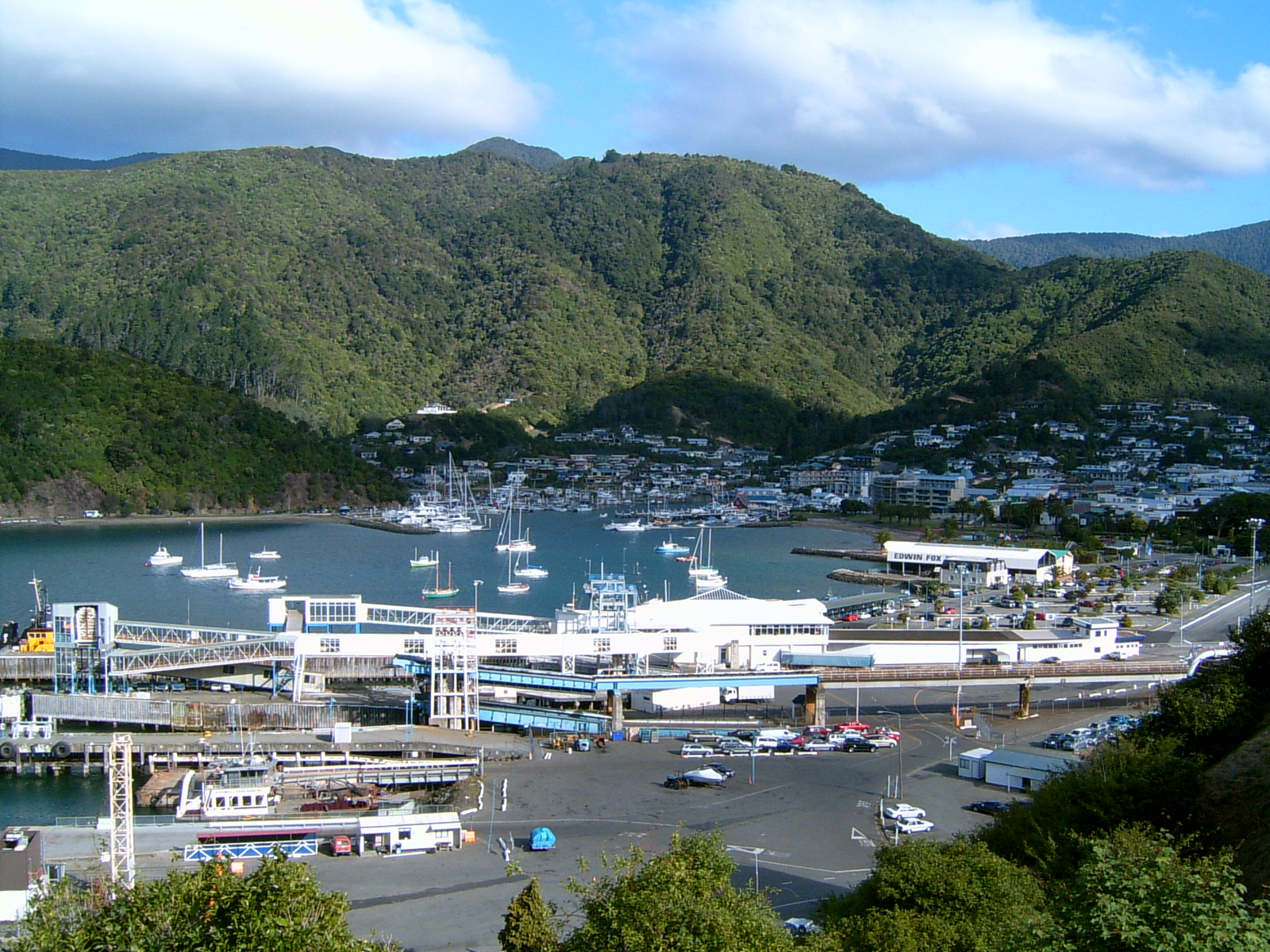
픽턴항의 정경

픽턴(Picton)은 뉴질랜드 남섬의 북동부에 위치한 타운이다. 북섬 웰링턴과 페리와 비행기 가 취항하고 있다. 인구는 2001년을 기준으로 3,990명이었으며, 2006년 조사에서는 2,928명을 기록하여 72명의 인구감소를 기록했다. 타운의 이름은 토마스 픽턴 경의 이름을 따서 지었으며, 워털루 전투에서 죽은 웰링턴 공작과 연합한 웨일즈의 군인이었다.
웰링턴을 왕복하는 페리의 기착점이며, 말보로 사운드와 코스 퀸 샬롯 사운드로 향하는 거점이 된다. 몇 분 거리의 가까운 곳에 와이카와 타운이 있고, 실제로는 동일한 타운으로 취급을 한다. 2001년을 기준으로 픽턴의 실업률은 4.3%이며, 뉴질랜드 전체 실업률인 7.5%와 비교된다.

## 지리
주요 북선 철도와 1번 국도가 남쪽으로 블레넘과 크라이스트처치 등을 이어준다. 반면 풍광이 수려한 퀸 샤롯트 드라이브는 서쪽으로 해블록까지 연결된다. 픽턴은 남섬과 북섬을 연결하는 주요 연결지로 정기 페리편이 쿡 해협을 가로질러 운항하고 있다. 이 노선을 운항하는 2개의 주요 선적회사는 인터아일랜더와 스트레이트 쉽핑이며, 둘 모두 차량과 트럭, 때로는 열차까지 선적 가능한 배이다.
크라이스트처치에서 출발하는 트란스코스탈 장거리 여객열차는 매일 픽턴까지 왕복 운행하고 있다. 인근 코로미코에 있는 픽턴 공항은 웰링턴과 정기편과 말보로 사운드 근처에 전세기를 운항하고 있다.
인근의 주거지로는 아나키와, 와이카와, 나쿠타 만이 있다.
에드윈 팍스 해양 센터는 오스트레일리아로 죄수들을 운반했던 유일한 배인 에드윈 폭스를 전시한다.